# 中国地震局地震预测研究所
中国地震局地震预测研究所，简称预测所，是中国地震局直属研究所。
前身为中国地震局分析预报中心。主要任务是通过对地震过程的观测、模拟和预测理论及方法研究，探索地震孕育、发生和发展规律，促进地震科学发展，为地震监测预报和防震减灾服务。